# Lygodium japonicum
Lygodium japonicum es una especie de helecho perteneciente a la familia Lygodiaceae. Es nativo del este de Asia, incluyendo Japón, Corea, sudeste de Asia y la India y el este de Australia. El helecho está presente en el sudeste de los Estados Unidos y Puerto Rico como una especie introducida.

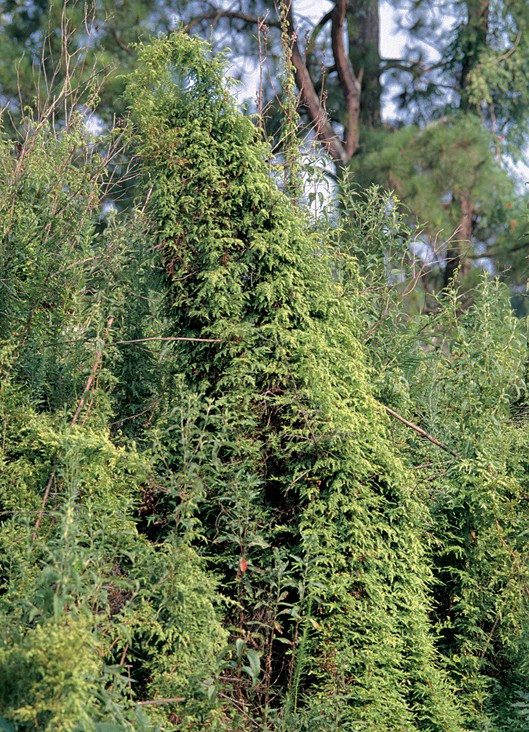
Vista de la planta

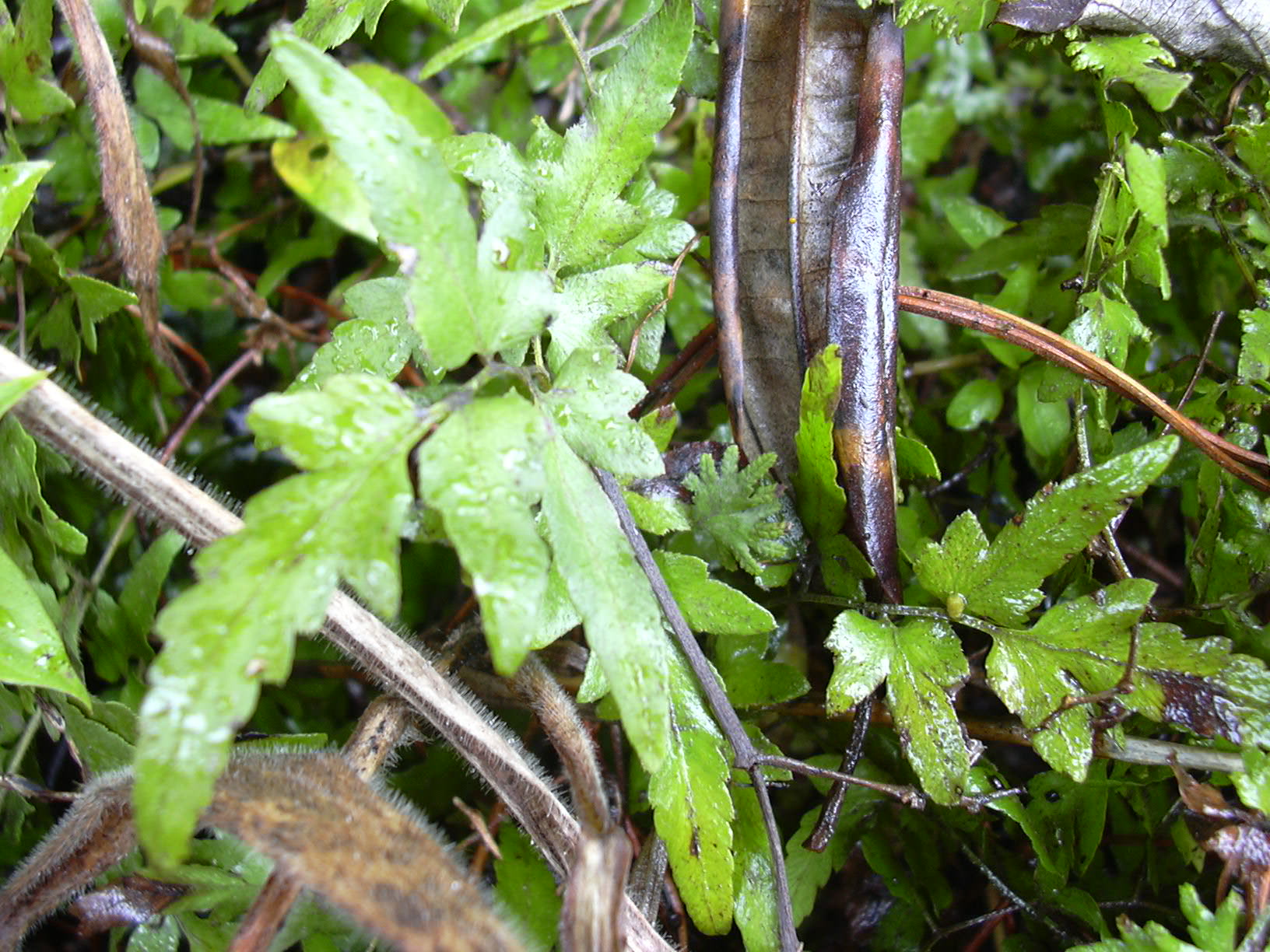
Detalle de la planta

## Descripción
Este helecho produce un tallo rastrero del cual crecen las hojas que son muy largas, la más larga superior a 30 metros. Las hojas tienen raquis , que son similares a la vid y puede subir por otra vegetación. Lo que parecen ser hojas individuales que brotan de los raquis en realidad son foliolos, que son segmentos más pequeños de la hoja principal. Hay dos tipos de foliolos, estériles y fértiles. La fronda estéril tiene segmentos en forma de lanza. La fronda fértil se ha dividido de forma más intrincada, con segmentos flecos. Se alinea con los esporangios en los bordes. La planta se reproduce por esporas y se propaga vegetativamente a través de  rizomas subterráneos.

## Hábitat
Una especie introducida en América del Norte, se registró por primera vez como  establecido en Georgia en 1903. En el sureste de los Estados Unidos, esta planta es considerada una maleza invasora de importancia económica y ecológica. Crece en hábita húmedo y pantanoso, especialmente en las áreas perturbadas. La presencia de especies como Boehmeria cylindrica, Osmunda spectabilis, Pleopeltis polypodioides y Blechnum serrulatum indica la probable presencia de esta especie. Durante la quema controlada de áreas boscosas este helecho puede actuar como una "una escalera de combustible", lo que permite que las llamas entren en el dosel de los árboles y lo destruyan. Después de la quema el helecho puede crecer rápidamente, por lo que no puede ser controlado por el fuego.

## Taxonomía
Lygodium japonicum fue descrita por (Thunb.) Sw. y publicado en Journal für die Botanik 1800(2): 106. 1801.
Sinonimia
- Hydroglossum dissectum (Desv.) Steud.
- Hydroglossum japonicum (Thunb.) Willd.
- Lygodium chaerophylloides Desv.
- Lygodium dissectum Desv.
- Lygodium mearnsii Copel.
- Lygodium microphyllum Link
- Lygodium microstachyum Desv.
- Lygodium microstachyum var. glabrescens Nakai
- Lygodium pubescens Kaulf.
- Lygodium tenue Blume
- Ophioglossum japonicum Thunb. basónimo[6]